# Центр маунтинбайка
«Сентру Маунтинбайк» — велосипедная трасса расположенная в парке пятиборья Деодору (англ. Deodoro Pentathlon Park), расположенная в районе Деодору западной зоны Рио-де-Жанейро.
20-21 августа трасса приняла соревнования по маунтинбайку во время Летних Олимпийских игр 2016.

## История
Маршрут для горного велосипеда был спроектирован архитектурным бюро Vigliecca & Associados , в работе которого приняли участие бывший горный велосипедист Ник Флорос и специалист Рожерио Бернардес .
Длина трассы для горного велосипеда составила 4,9 км, а площадь — 19 200 квадратных метров. Самой высокой точкой является гора Морру-ду-Жакеш высотой 124 метра. После Олимпийских игр территория была реконструирована. Часть пути, принадлежавшая военным, была демонтирована. Другой участок стал собственностью города, что позволило создать небольшую трассу для горного велосипеда.